# Estado Islámico de Afganistán
El Estado Islámico de Afganistán fue establecido por el Acuerdo de Peshawar del 26 de abril de 1992. Muchos partidos muyahidines participaron en su creación, tras la caída del gobierno socialista que rigió la República Democrática de Afganistán. Su poder fue limitado debido a la segunda guerra civil del país, de donde surgió una supremacía del grupo talibán, quienes tomaron el control tras ganar la batalla de Kabul en 1996. El Estado Islámico luego pasó a ser un gobierno en el exilio y lideró la Alianza del Norte anti-talibán. Siguió siendo el gobierno de Afganistán reconocido internacionalmente en las Naciones Unidas hasta 2001, cuando se creó el Estado Islámico Transicional de Afganistán y una Administración Provisional Afgana tomó el control de Afganistán con el apoyo de EE. UU. y la OTAN tras el derrocamiento del primer gobierno talibán.

## Antecedentes
En marzo de 1992, el presidente Mohammad Najibullah, habiendo perdido el apoyo ruso que sostenía su gobierno, acordó dimitir y dar paso a un gobierno neutral e interino. Varios partidos muyahidines iniciaron negociaciones para formar un gobierno de coalición nacional. Pero un grupo, el Hezbi Islami liderado por Gulbuddin Hekmatyar, presumiblemente apoyado y dirigido por la Dirección de Inteligencia Inter-Services de Pakistán (ISI), no se unió a las negociaciones y anunció su intención de conquistar Kabul solo. Hekmatyar trasladó sus tropas a Kabul y se le permitió entrar en la ciudad poco después del 17 de abril. Esto dejó a los otros grupos muyahidines sin otra opción que entrar en Kabul, el 24 de abril, para impedir que Hekmatyar se hiciera cargo del gobierno nacional. Esto desató una guerra civil entre cinco y seis ejércitos rivales, casi todos respaldados por estados extranjeros. Varios grupos muyahidines proclamaron un "gobierno interino" el 26 de abril de 1992, pero éste nunca alcanzó una autoridad real sobre Afganistán.

## Historia

### Rabbani y Hekmatyar
El Presidente Mohammad Najibullah, líder de la República Democrática de Afganistán, fue obligado a dimitir el 15 de abril de 1992. El Acuerdo de Peshawar del 25 de abril de 1992, que estableció un gobierno interino de poder compartido para tomar el control de Kabul, fue firmado por seis de los siete principales partidos de resistencia antisoviéticos afganos excluyendo notablemente a la facción Hezbi-Islami de Gulbuddin Hekmatyar, un pastún, que se negó a firmar el acuerdo, y apoyado por algunos restos de la administración de Najibullah. Se proclamó un Estado islámico. En junio, Burhanuddin Rabbani, líder de la facción Jamiat-e Islami ("Asociación Islámica") dominada por Tayikos, fue nombrado presidente interino del nuevo Estado Islámico de Afganistán, y el 30 de diciembre de 1992 fue elegido jefe del Consejo de Gobierno de siete miembros por un período de dos años. Sin embargo, la facción rebelde Hezb-e Islami de Hekmatyar (que se había separado de Jamiat-e Islami en 1976) también exigió una participación en el poder y comenzó a chocar con las tropas de Rabbani. Después de meses de lucha, firmaron un acuerdo en marzo de 1993 que convirtió a Hekmatyar en primer ministro de Afganistán en junio y acortó la presidencia de Rabbani de dos años a un año y medio. Sin embargo, continuaron los combates entre diferentes facciones rebeldes y Kabul quedó en gran parte destruida.

### Ascenso de los talibanes
A finales de 1994, una nueva milicia fundamentalista islámica dominada por pastunes llamada los Talibanes (tdl. ‘"Estudiantes religiosos"’) logró conquistar grandes zonas del sur de Afganistán con el apoyo de Pakistán. Consiguiendo avances constantes a lo largo de 1995 y 1996, los talibanes pudieron hacerse con el control de la capital Kabul en septiembre de 1996, empujando al gobierno de Rabbani y a otras facciones hacia el norte, y a finales de año ocupaban dos tercios de Afganistán. El expresidente Najibullah fue detenido y ejecutado en público en la horca el 27 de septiembre de 1996.
Los talibanes cambiaron el nombre del país por Emirato Islámico de Afganistán e impusieron su versión de la Sharia, mucho más estricta  y el Purdah a la población que controlaban. Este trato talibán a las mujeres, las afectó negativamente, quienes fueron obligadas a usar un burka, permanecer en el interior de sus casas y se les prohibió trabajar fuera de la casa con raras excepciones. Casi todas las niñas perdieron el acceso a la educación, lo que aumentó las tasas de analfabetismo. Cines, estadios de fútbol y estaciones de televisión ahora también estaban cerrados La música quedó totalmente prohibida.

### La Alianza del Norte

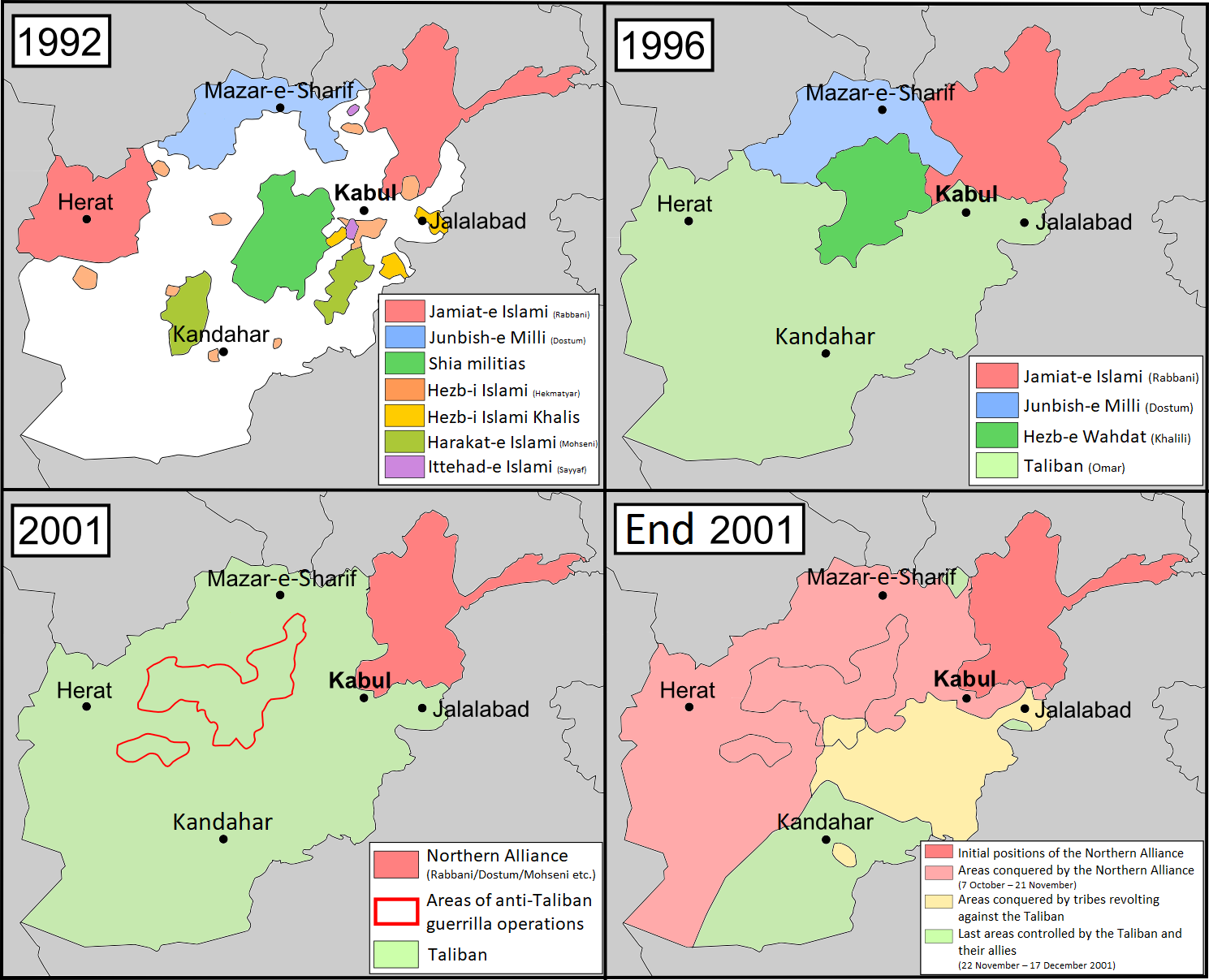
Progreso de la guerra (1992-2001)

El derrocado gobierno de Rabbani formó una coalición política con el Señor de la Guerra uzbeko Abdul Rashid Dostum, el líder tayiko Ahmad Shah Masud y la facción chiita Hezbe Wahdat (dominada por los hazaras) de Karim Khalili. Su nombre formal era Frente Islámico Unido para la Salvación de Afganistán, conocido en el mundo occidental como la Alianza del Norte, y su objetivo era tomar recuperar el país de los talibanes.
A finales de mayo de 1997, la ofensiva talibán se detuvo debido a una serie de victorias estratégicas de la Alianza del Norte. La presión internacional obligó a ambas partes a negociar, pero las demandas planteadas por cualquiera de las partes eran tan altas que las diferencias eran irreconciliables y se produjo un impasse político. El país se encontraba en una situación calamitosa según un informe de 1997. Informe de las Naciones Unidas, que encontró que la tasa de mortalidad infantil era del 25%, miles de víctimas civiles debido a las minas terrestres, bloqueos económicos impuestos por las milicias que causaban hambre y que las organizaciones humanitarias internacionales no podían llevar a cabo su trabajo. Además un terremoto de febrero de 1998 en el noreste de Afganistán mató a 4.500 personas.
En la primera mitad de 1998, las negociaciones parecieron alcanzar un acuerdo de paz, pero luego la Alianza del Norte se desmoronó. Aprovechando la desunión de las facciones de la resistencia, los talibanes lanzaron una campaña y conquistaron rápidamente las capitales provinciales de Maimana, Šibarġan y finalmente Mazar-i-Sharif (8 de agosto de 1998). Los combatientes talibanes cometieron una masacre masacre de Mazar-i-Sharif entre la población chiita de la última ciudad, también matar a ocho diplomáticos y periodistas iraníes. Esto despertó la indignación internacional y llevó al régimen talibán al borde de la guerra con Irán.
La Alianza del Norte derrotó a los talibanes en diciembre de 2001, luego de la Invasión estadounidense de Afganistán. El Estado Islámico de Afganistán fue sucedido por el interino Estado Islámico Transicional de Afganistán en 2002.

## Galleria

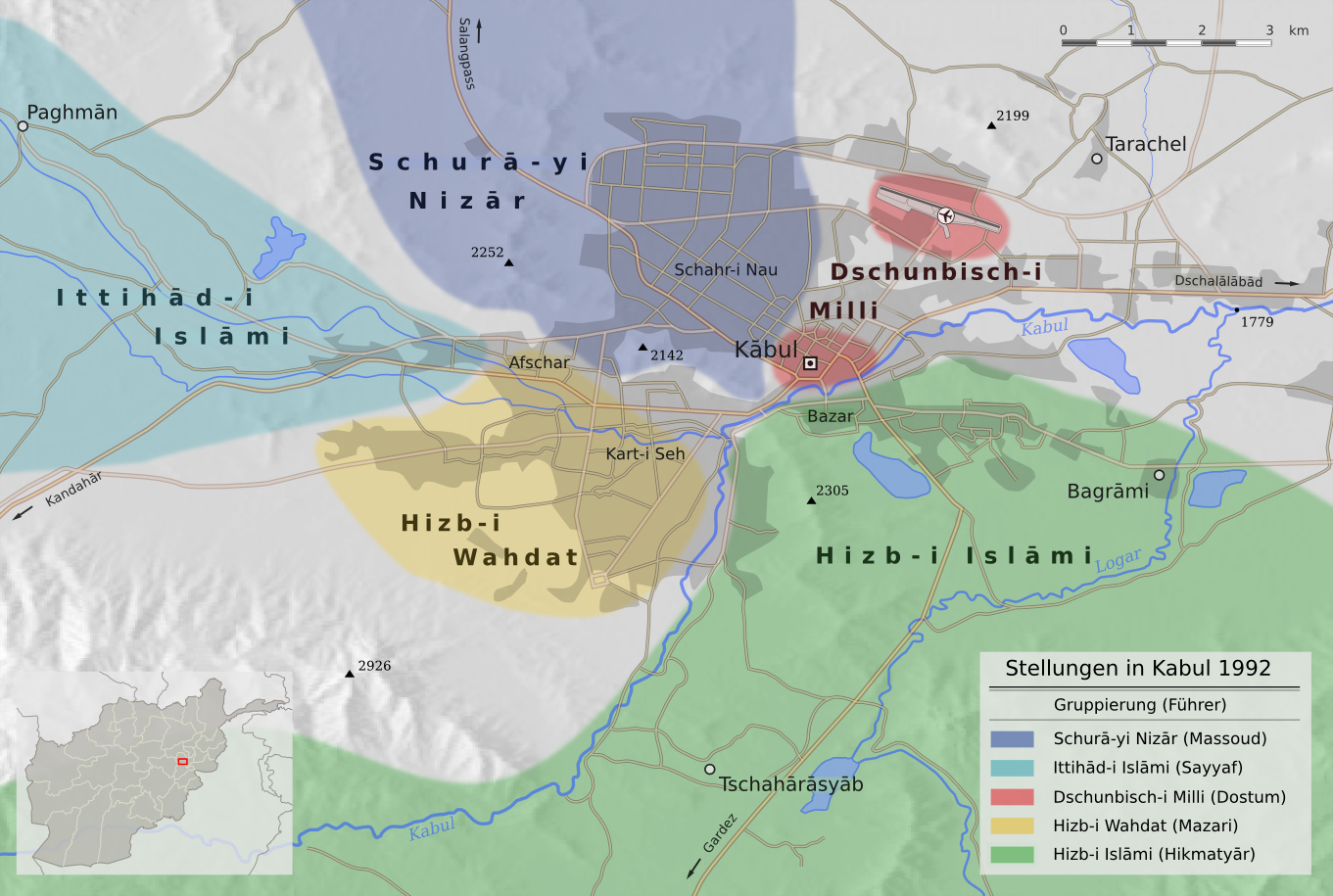
Control de facción en Kabul (1992)
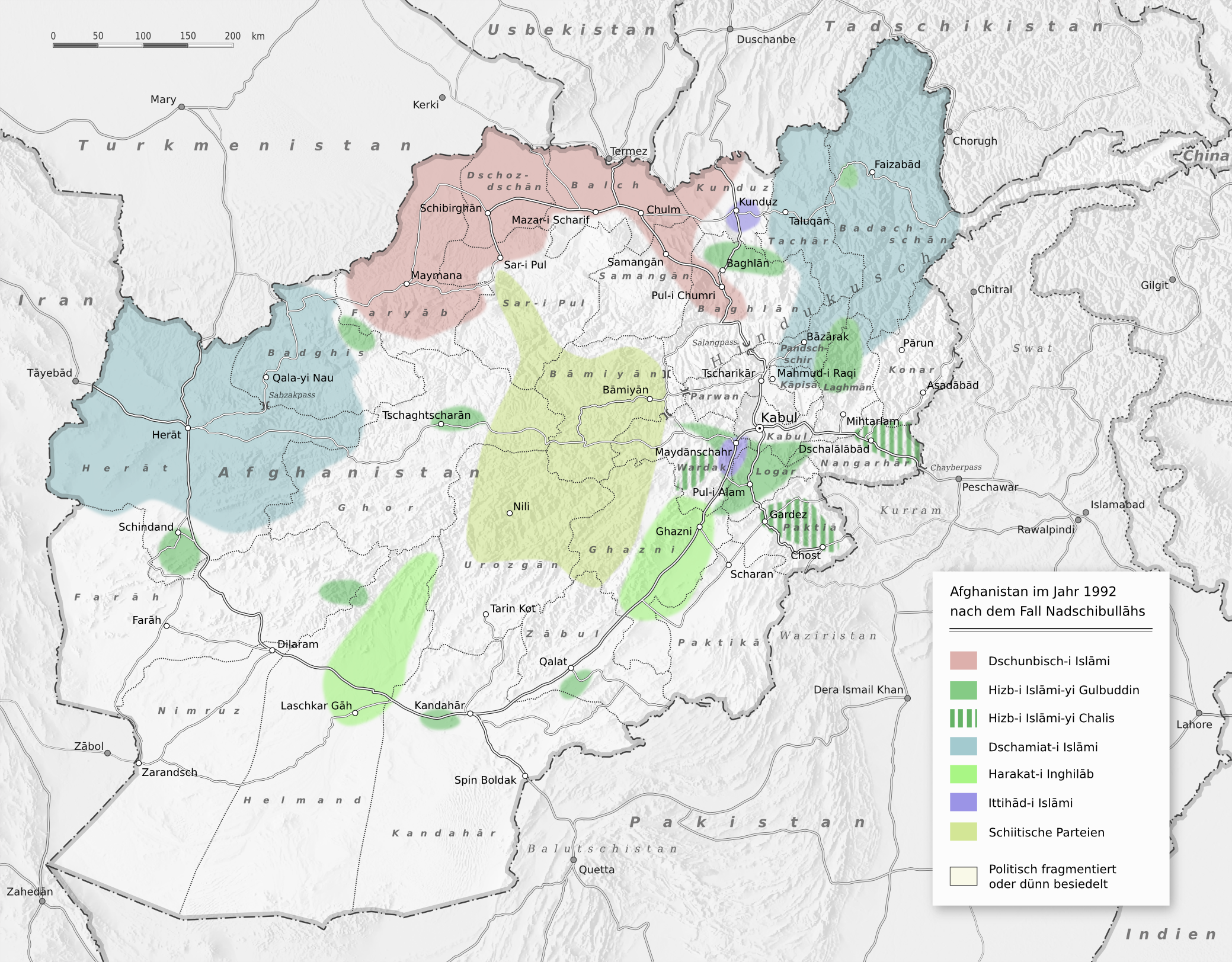
Facciones tras la caída de Najibullah (1992)
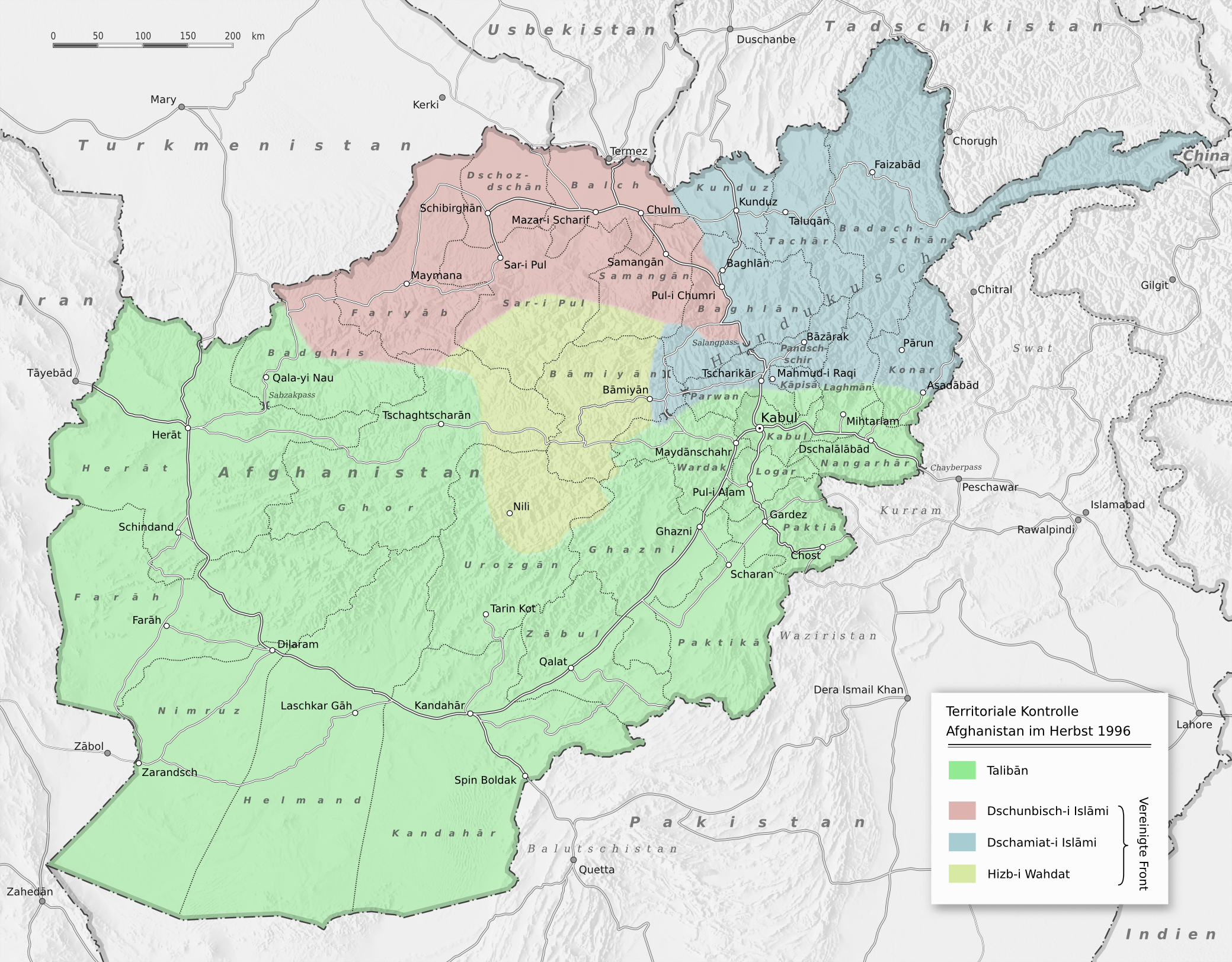
Facciones después de que los talibanes conquistaran Kabul (1996)
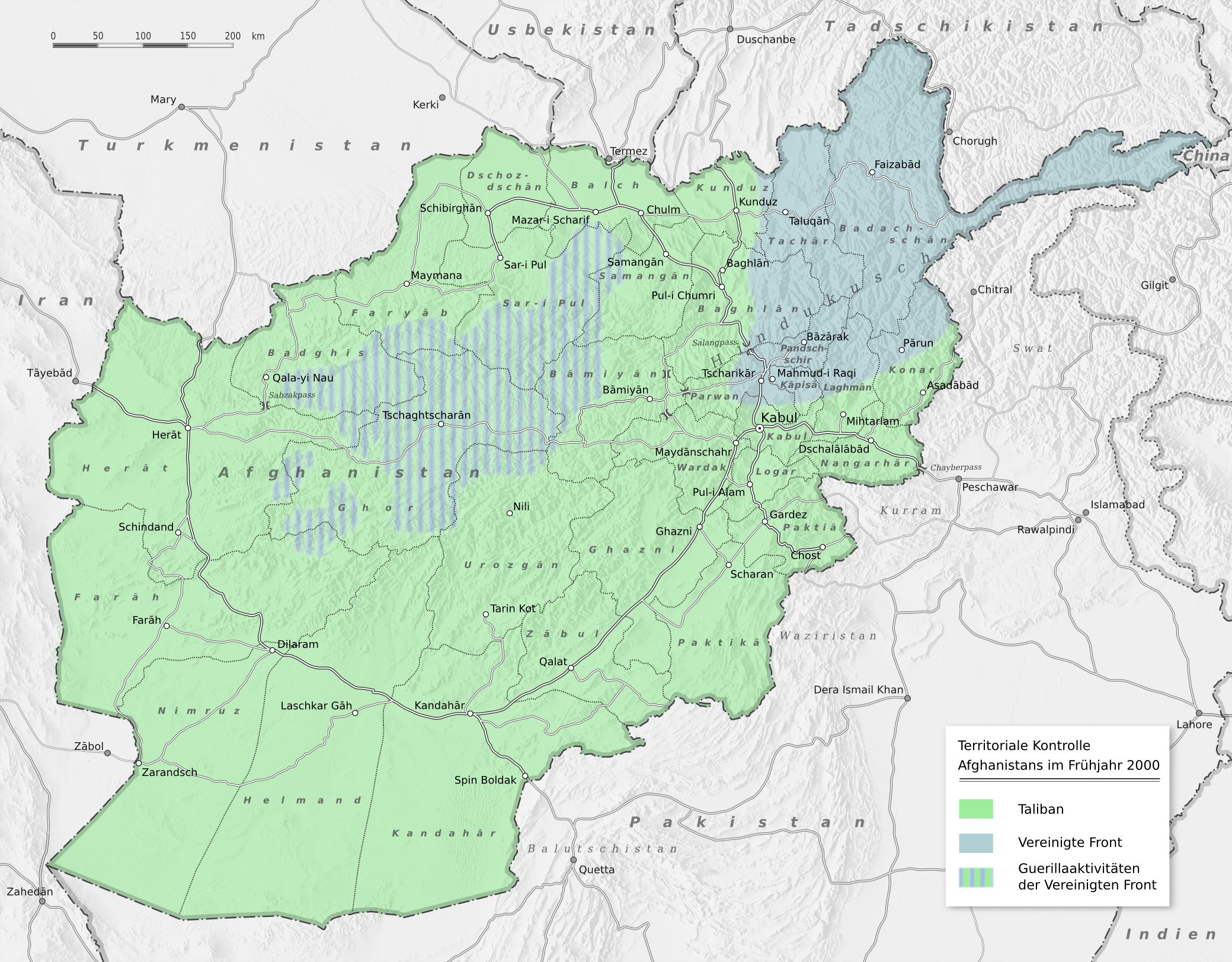
Guerra entre los talibanes y la Alianza del Norte (2000)